# Montón de Trigo
El Montón de Trigo es una de las montañas más importantes y altas de la sierra de Guadarrama (sierra perteneciente al sistema Central) y del ramal montañoso de La Mujer Muerta, ubicada entre los valles del río Moros, al oeste, y el del Eresma, al este. Administrativamente está dentro del término perteneciente a la localidad de El Espinar, en el sur de la provincia de Segovia  en Castilla y León en España.

## Descripción

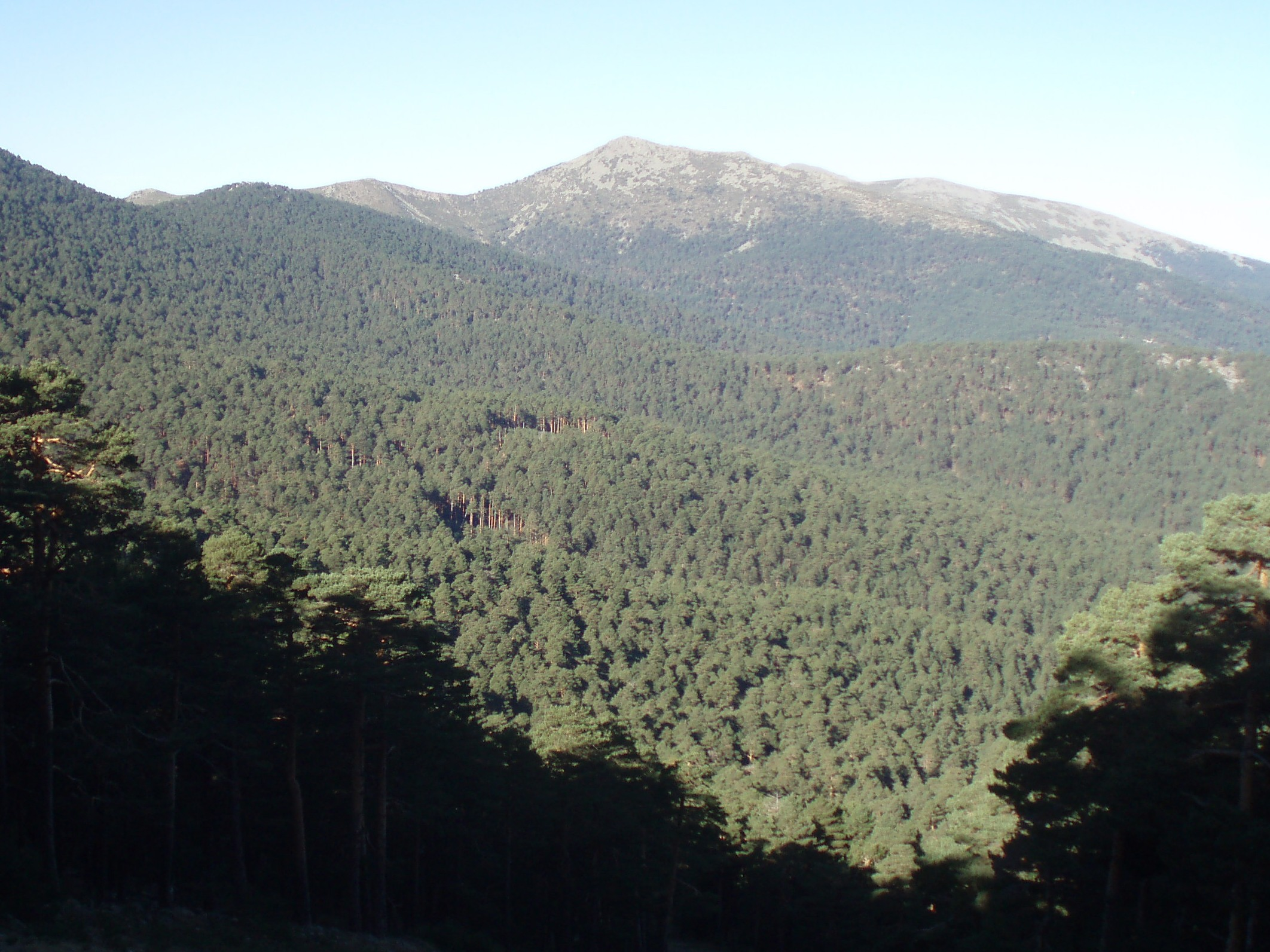
Cara este del Montón de Trigo.

Tiene una altitud de 2161 metros y una prominencia de unos 177 metros.
La silueta del pico visto desde el sur hace alusión al nombre, ya que se asemeja a un montón de trigo tradicional, con una forma cónica. Sus laderas están cubiertas por un espeso bosque de pino silvestre, que llega hasta los 2000 m s. n. m. A partir de esa altitud aparecen praderas alpinas, arbustos de alta montaña y roquedales.
El ascenso común se hace por su ladera sur: un sendero que sale del puerto de la Fuenfría en dirección oeste nos conduce a la cima; desde aquí se puede contemplar una vista de la llanura castellanoleonesa y madrileña.

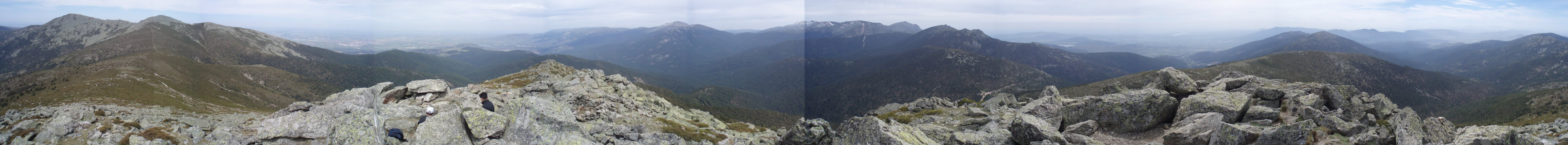
Vista panorámica de 360° desde la cima del Montón de Trigo.

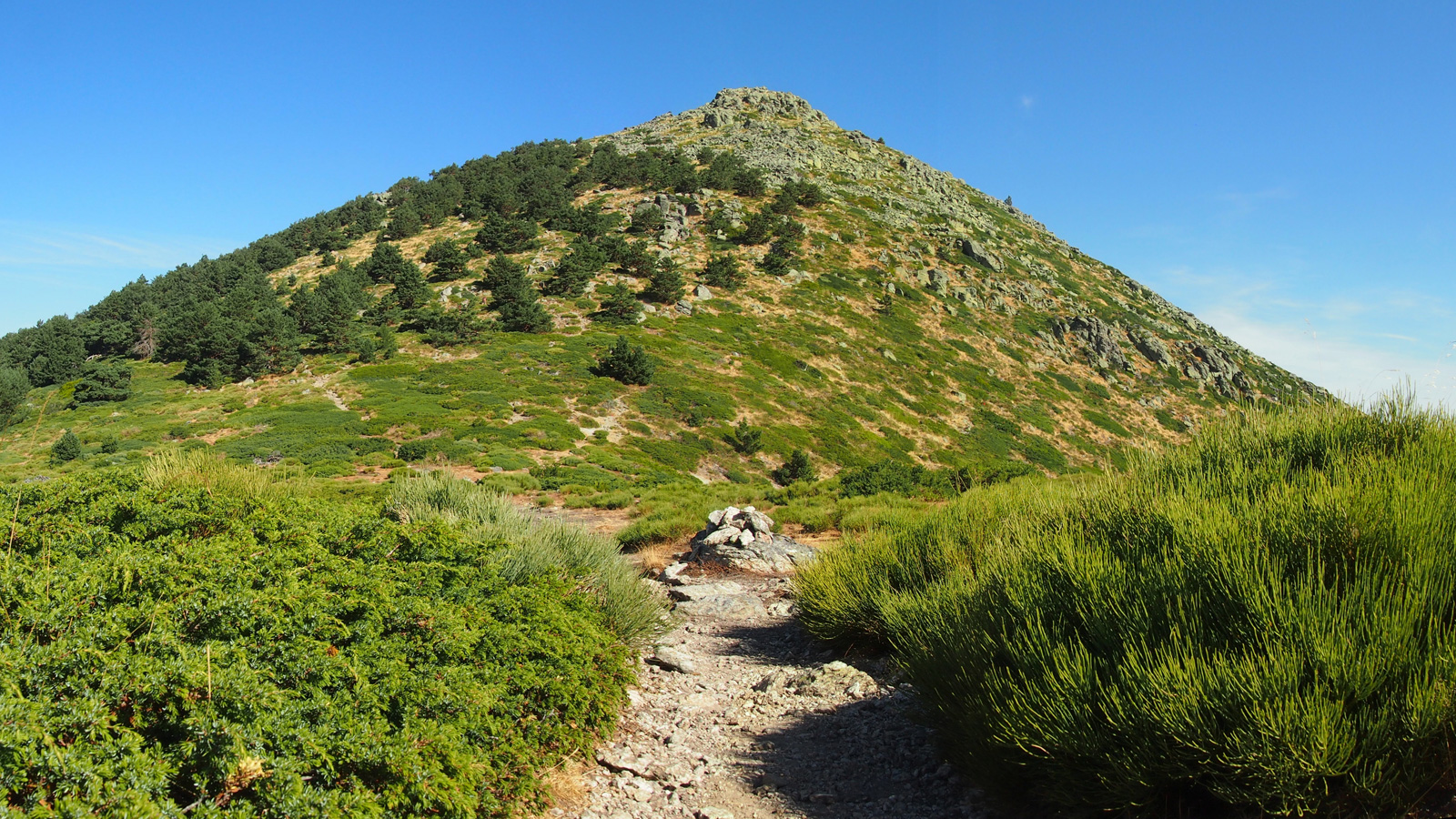
Montón de Trigo visto desde el Collado Minguete.

## En la sierra del Ave (Valencia)

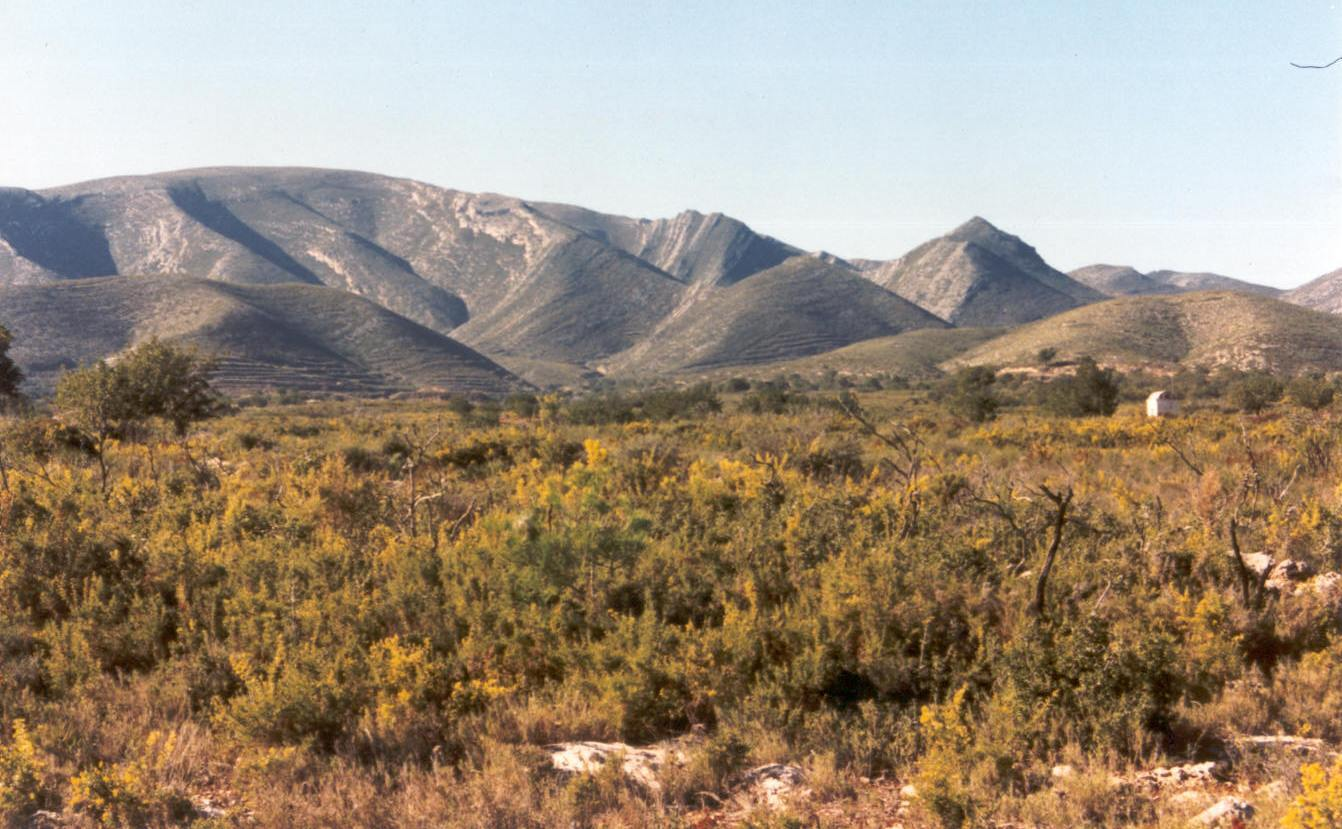
El Montón de trigo a la derecha en esta imagen de la cordillera del Caballón o de la Colaita, Llombay, provincia de Valencia.

También existe un pico con este nombre (Montón de Trigo) en el término municipal de Llombay (provincia de Valencia), con la diferencia de que no se trata de un relieve granítico sino calcáreo.